# Земцова Наталія
Наталія Земцова (або Наталія Місюна; 7 вересня 1984, Дніпропетровськ, Українська РСР) — українська волейболістка, центральний блокуючий. Виступала за «Галичанку» (Тернопіль), польські клуби і національну збірну України.

## Клуби
| Клуби                 | Роки      |
| --------------------- | --------- |
| Галичанка (Тернопіль) | 2001-2007 |
| Геданія (Гданськ)     | 2007-2009 |
| АЗС (Білосток)        | 2009-2010 |
| «Румя»                | 2010-2011 |
| «Бидгощ»              | 2011-2012 |
| «Бидгощ»              | 2014-2019 |

## Досягнення
- Чемпіонат України
  - Фіналіст: 2006 .
- Кубок України
  - Фіналіст: 2005, 2006 .